# Williamsburg (Ohio)
Williamsburg – wieś w Stanach Zjednoczonych, w stanie Ohio, w hrabstwie Clermont.